# 圣马丹勒科洛内勒
圣马丹勒科洛内勒（法語：Saint-Martin-le-Colonel，法語發音：[sɛ̃ maʁtɛ̃ lə kɔlɔnɛl]）是法国德龙省的一个市镇，位于该省北部偏东，属于瓦朗斯区。

## 地理
圣马丹勒科洛内勒（44°59'12"N, 5°16'21"E）面积3.18 平方千米，位于法国奥弗涅-罗讷-阿尔卑斯大区德龙省，该省份为法国东南部内陆省份，北起顺时针与伊泽尔省、上阿尔卑斯省、上普罗旺斯阿尔卑斯省、沃克吕兹省和阿尔代什省接壤。
与圣马丹勒科洛内勒接壤的市镇（或旧市镇、城区）包括：布旺特、鲁瓦扬地区奥里奥勒、鲁瓦扬地区圣让。

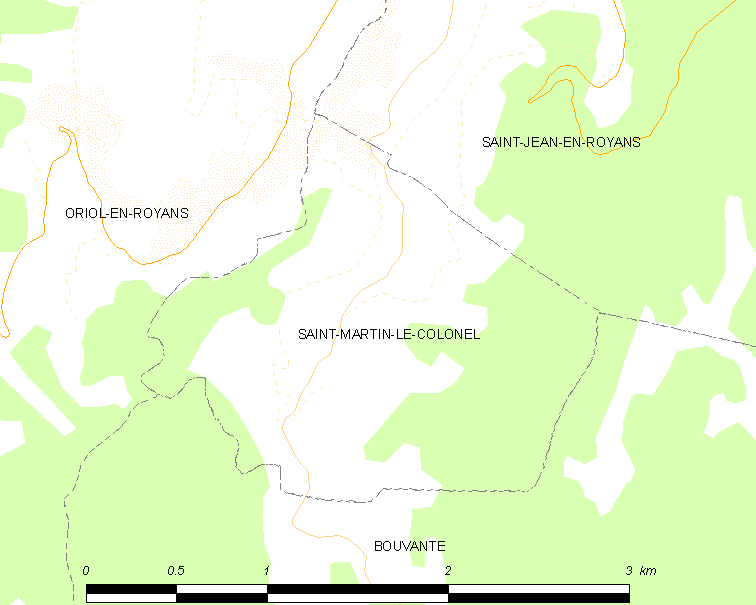
圣马丹勒科洛内勒的OSM定位图

圣马丹勒科洛内勒的时区为UTC+01:00、UTC+02:00（夏令时）。

## 行政
圣马丹勒科洛内勒的邮政编码为26190，INSEE市镇编码为26316。

## 政治
圣马丹勒科洛内勒所属的省级选区为韦科尔-晨山县。

## 人口

1962-2008年间圣马丹勒科洛内勒人口变化图示

圣马丹勒科洛内勒于2022年1月1日时的人口数量为225人。